# タチヤーナ・マーヴリナ
タチヤーナ・アレクセーエヴナ・マーヴリナ（ロシア語:Татья́на Алексе́евна Ма́врина、；ラテン文字転写:Tatyana Alekseevna Mavrina、1900年12月20日 - 1996年8月19日）は、ロシアの画家。姓はマブリナとも表記される。

## 概要
ニジニ・ノヴゴロド生まれ。1921年にヴフテマス（Vkhutemas、Bxyтeмac、国立高等美術工芸工房または国立高等芸術技術工房）に入って絵画を学ぶ。1929年、ロシア・アヴァンギャルドのグループ“13”のメンバーとなる。1940年頃からロシアの民衆芸術、建築遺産への関心を強め、第二次世界大戦以降は風景画と昔話の挿絵の仕事が主になる。とくに魔法昔話や創作メルヘンの挿絵で評価されており、その作品はロシア美術館、トレチャコフ美術館、プーシキン美術館などに収蔵されている。プーシキン美術館の個人コレクションに収められているマーヴリナ・コレクションには、彼女自身の作品のほかに、夫のニコライ・クズミンとともに長年にかけて収集した古い民芸品やイコンが含まれており、彼女の創作の源をうかがうことができる。
ライプツィヒ国際図書デザイン展銀賞（1959）、ドイツ児童図書賞銀賞（1965）、 ソビエト連邦国家賞（1975）、国際アンデルセン賞（1976）などを受賞。

## 主な作品
- 『おかしのくに』みやかわやすえ訳、福音館書館 ISBN 4834015866
- 『いりえのほとり』 プーシキン作、内田莉莎子訳、ほるぷ出版
- 『回転木馬』エヌ・カルパコーヴァ作、たなかやすこ訳、ほるぷ出版 ISBN 4593521092
- 『ロシアの昔話』内田莉莎子編・訳、福音館書店
- 『メルヘン・アルファベット　ロシア昔話』田中友子訳・文、ネット武蔵野 ISBN 4944237804
- 『太陽と月とカラス』斉藤君子文、ネット武蔵野 ISBN 4944237707
- 『ちょうちょう』中村千春訳、新読書社 ISBN 4788094347
- 『ロシアの昔話』内田莉莎子編・訳、福音館書店 ISBN 4834001024